# Leźnica Mała
Leźnica Mała – wieś w Polsce położona w województwie łódzkim, w powiecie łęczyckim, w gminie Łęczyca.

## Części wsi
| SIMC    | Nazwa     | Rodzaj    |
| ------- | --------- | --------- |
| 0570105 | Dudły     | część wsi |
| 0570111 | Kobylak   | część wsi |
| 0570128 | Kocirady  | część wsi |
| 0570134 | Ostrówek  | część wsi |
| 0570140 | Trupianka | część wsi |

## Historia
Oddalona o kilka kilometrów na zachód od Łęczycy wieś Leźnica Mała jest odnotowywana już w średniowiecznych źródłach.
W XV w. w Leźnicy utworzona została rzymskokatolicka parafia św. Marii Magdaleny.
Pod koniec XVIII wieku była własnością księdza Andrzeja Miniszewskiego (Miniszewscy z końca XIX wieku pochowani są na cmentarzu łęczyckim). W XIX wieku rodzina Gnoińskich była dziedzicami wsi. Na początku XX wieku wyemigrowali do Ameryki, przekazując folwark Wyrzykowskiemu, krewnemu rodziny. Do dziś potomkowie tego rodu mieszkają we wsi.
W latach 1975–1998 miejscowość administracyjnie należała do województwa płockiego.

## Cmentarz
Tutejszy cmentarz ulokowany jest przy samej drodze przecinającej wieś. Niemal na końcu głównej alei, po jej lewej stronie, zachował się niezmiernie interesujący grobowiec o podwójnej, sklepionej beczkowo krypcie. Nad nim umieszczono pokaźnych rozmiarów pomnik z piaskowca. Pomnik jest ozdobiony misternie kutą materią zwieszającą się od szczytu, z frędzlami po bokach. Z prawej strony, spod „materiału” wystaje wianek kwiatów. W centralnej części umieszczono napis „Grób rodziny Borzęckich i Czarneckich”. Pod nim znalazły się wypukło rzeźbione motywy krzyża, kotwicy, serca gorejącego i wiązki kwiatów.
Mieszkańcy Leźnicy Małej twierdzą, że pochowany jest tutaj, w niezbyt ładnym grobowcu z lastryko, Hubert ks. Lubomirski, syn księżnej Teresy z Radziwiłłów i ks. Huberta Lubomirskiego. 
Zmarły w 1977 roku Hubert Lubomirski jr miał być stróżem w PGR Mniszki. W grobie spoczywa jego druga żona Małgorzata.

## Kościół
W Leźnicy Małej można zobaczyć kościół z roku 1784, wybudowany przez ówczesnego dziedzica ks. Andrzeja Mniszkowskiego. 
Budynek orientowany, jednonawowy, drewniany, o konstrukcji zrębowej, oszalowany, jednonawowy. 
Ołtarz główny manierystyczny z drugiej połowy XVII wieku, wewnątrz wczesnobarokowe rzeźby naturalnej wielkości pochodzące z tumu.

## Szkoła
W Leźnicy Małej znajduje się szkoła podstawowa, której początki istnienia sięgają okresu po I wojnie światowej.
Jeden z mieszkańców tej wsi o nazwisku Beticher (z pochodzenia Niemiec) z pomocą okolicznej ludności wybudował największy w okolicy budynek, przeznaczając na to własne środki finansowe. W 1918 roku wynajęto w tym budynku izby i zorganizowano Publiczną Szkołę Powszechną w Leźnicy Małej. Brak jest jakichkolwiek dokumentów i zarządzeń dotyczących okoliczności utworzenia i stopnia organizacji tej szkoły. Była to szkoła z klasami I-IV. W 1932 roku była to już szkoła powszechna stopnia III o siedmiu oddziałach.
Podczas II wojny światowej szkoła była nieczynna. Wszystkie dokumenty w czasie okupacji zaginęły. 1 września 1945 szkoła wznowiła oficjalną działalność i działa do dzisiejszego dnia. Rok szkolny 1974/1975 był przełomowy dla historii tej szkoły. Władysław Wyrzykowski przekazał grunty pod budowę nowej szkoły. Od 5 października 1974 roku zajęcia szkolne odbywały się w nowym budynku szkolnym, który użytkowany jest przez szkołę do dziś.

## Zabytki
Do rejestru zabytków nieruchomych zostały wpisane:
- drewniany kościół parafialny pw. św. Marii Magdaleny z 1784, przebudowany w 1869 (nr rej.: 493 z 4.08.1967),
- przydrożna kapliczka, przy drodze do Poddębic z XVIII w. (nr rej.: 41 z 18.11.1970).